# (827) Wolfiana
(827) Wolfiana ist ein Asteroid des Hauptgürtels, der am 29. August 1916 vom österreichischen Astronomen Johann Palisa in Wien entdeckt wurde.
Der Asteroid wurde nach dem deutschen Astronomen Max Wolf benannt.